# Nova vas pri Šmarju
Nova vas pri Šmarju – wieś w Słowenii, w gminie Šmarje pri Jelšah. W 2018 roku liczyła 64 mieszkańców.